# Psychonauts 2
Psychonauts 2 é um jogo eletrônico de plataforma desenvolvido pela Double Fine e publicado pela Xbox Game Studios. O jogo foi anunciado na cerimônia de premiação The Game Awards 2015 e lançado em 25 de agosto de 2021 para Microsoft Windows, PlayStation 4, Xbox One e Xbox Series X/S, com lançamentos para macOS e Linux planejados para uma data futura não anunciada.
Assim como seu antecessor, o jogador controla Raz, um jovem acrobata que está treinando para se tornar um psiconauta, membro de uma força-tarefa internacional que usa suas habilidades psíquicas para deter aqueles que realizam atos nefastos com suas próprias forças psíquicas. Em Psychonauts 2, que segue diretamente de eventos do jogo de realidade virtual intersticial, Psychonauts in the Rhombus of Ruin, os psiconautas tentam descobrir quem realmente está por trás do sequestro de seu líder, revelando um profundo mistério em torno da fundação da organização e da história da família de Raz. Para descobrir o mistério, Raz entra nas paisagens mentais de vários personagens para descobrir pistas. Dentro dessas paisagens mentais, Raz pode realizar uma variedade de habilidades psíquicas novas e recorrentes que lhe permitem manobrar através das mentes frequentemente distorcidas e batalhar com as criaturas mentais que elas produzem.
O primeiro Psychonauts, lançado em 2005, foi bem recebido pela crítica, mas não vendeu bem e foi considerado um fracasso comercial por vários anos após seu primeiro lançamento. A Double Fine e o diretor do jogo, Tim Schafer, expressaram o desejo de criar uma sequência para Psychonauts, mas a demanda financeira para desenvolver o jogo paralisou qualquer tentativa séria por vários anos. A Double Fine recuperou a propriedade intelectual de Psychonauts da Majesco Entertainment em 2011, permitindo-lhes relançar o jogo em plataformas modernas, que viram fortes vendas e aumento da demanda dos jogadores por uma sequência. A Double Fine buscou adquirir parte de seu capital financeiro para financiar o desenvolvimento de Psychonauts 2 por meio de um crowdfunding e investimento de 3,3 milhões de dólares através da plataforma Fig, lançada simultaneamente com o anúncio do jogo. A campanha arrecadou quase 4 milhões dólares no início de 2016. Enquanto Psychonauts 2 seria inicialmente publicado pela Starbreeze Studios sob um acordo somente para publicação, a Starbreeze entrou em falência em 2018. Em 2019, a Microsoft adquiriu a Double Fine como parte da Xbox Game Studios bem como garantiu os direitos de publicação da Starbreeze. Essa aquisição permitiu que a Double Fine concluísse o jogo conforme planejado, em vez de descartar o conteúdo planejado.

## Desenvolvimento

### Antecedentes
O primeiro título da Double Fine como estúdio foi Psychonauts, lançado em 2005. O título foi considerado um fracasso comercial, mas foi muito elogiado pela crítica por seus personagens e escrita e ganhou seguidores cult. Nos anos que se seguiram ao seu lançamento, fãs e jornalistas de jogos incitaram Tim Schafer, CEO da Double Fine e principal líder criativo do jogo, a desenvolver uma sequência para o título.
Schafer expressou interesse em trabalhar na franquia Psychonauts novamente, com a empresa tendo imaginado arcos de história maiores para os personagens do jogo ao longo de seu desenvolvimento. O desenvolvimento da sequência exigiria uma publicadora que estivesse interessada no jogo, e a Double Fine abordou as editoras com a ideia; Schafer disse que nesses argumentos ele destacou o grande número de vendas legítimas por meio da distribuição digital e por meio de meios ilegítimos de pirataria de software. Após o sucesso da Double Fine com o desenvolvimento simultâneo e publicação de vários jogos menores, como Costume Quest e Iron Brigade, Schafer se sentiu mais confortável em embarcar em uma sequência, sabendo que não precisava obstruir a criação de quaisquer propriedades mais novas. Apesar disso, as editoras continuaram a recusar a ideia. Alguns chamaram o conceito de muito criativo ou muito obscuro, de acordo com Schafer. Para outros, com quem Schafer disse ter boas relações, os negócios que ofereciam não se adequavam à escala que a Double Fine havia planejado para o jogo.
Em fevereiro de 2012, Markus Persson, na época o dono da Mojang, fez uma oferta pública para financiar a sequência de Schafer através do Twitter. Mais tarde naquele dia, um representante da empresa Double Fine afirmou que Persson e Schafer estavam discutindo a possibilidade, sem maiores afirmações. Persson observou que os custos previstos de que a Double Fine precisaria seriam estimados em 18 milhões dólares, excedendo em muito o que se esperava inicialmente para financiar e alertou os fãs para evitar exagerar na possibilidade de financiamento. Persson e Schafer se encontraram na Game Developers Conference em março de 2012; nenhum plano definitivo foi feito para financiar uma sequência, no entanto. Em fevereiro de 2013, Persson declarou oficialmente que não estava mais tentando financiar diretamente a sequência, comentando que "não tinha tempo no momento para sequer tentar se educar o suficiente para fazer um negócio de 18 milhões de dólares", embora fosse aberto à ideia mais tarde, depois de deixar o desenvolvimento de jogos eletrônicos; Persson observou que outros investidores potenciais se apresentaram para ajudar nesse esforço.

### Elenco de voz
Grande parte dos dubladores de Psychonauts, voltaram a dar as vozes aos seus personagens, notavelmente Richard Horvitz e Nikki Rapp como as vozes de Raz e Lili, respectivamente. Novos em Psychonauts 2 incluem Jack Black, que trabalhou em jogos anteriores da Double Fine, como Helmut Fullbear, e Elijah Wood, que também forneceu voz no jogo Broken Age, como Nick Johnsmith. Como um easter egg, o ator Rikki Simons expressa a personificação de um dos poderes de Raz; Horvitz e Simons já haviam dublado os personagens Zim e Gir na série de desenho animado Invader Zim.

### Anúncio e arrecadação de fundos
No The Game Awards 2015, Schafer anunciou os planos da Double Fine de trabalhar em Psychonauts 2 usando uma campanha de crowdfunding por meio da plataforma Fig. A empresa buscou 3,3 milhões de dólares em financiamento para o jogo, o que representou aproximadamente um terço dos custos de desenvolvimento planejados e aumentaria o dinheiro sendo colocado pela Double Fine e um terceiro investidor. Schafer observou que, embora a quantia fosse a mesma que eles levantaram para Broken Age no Kickstarter, que na época de seu lançamento havia estourado significativamente seu orçamento, ele sentiu que o estúdio estava em uma posição melhor para gerenciar os custos e processos necessários para entregar Psychonauts 2 dentro do cronograma. Schafer observou que esta abordagem de financiamento — trazendo dinheiro de vários investidores em vez de uma única editora — é semelhante à abordagem adotada pela indústria do cinema e, além disso, que o uso de crowdfunding pode aliviar alguns dos riscos tradicionais associados ao investimento, sendo um meio eficaz de provar o interesse público em um título.
Poucos dias após o anúncio da campanha de Psychonauts 2, a Double Fine anunciou o desenvolvimento de Psychonauts in the Rhombus of Ruin, um jogo de realidade virtual financiado por uma editora para o PlayStation VR. O jogo é um capítulo autônomo menor que serve como uma ponte entre o jogo original e sua sequência, apresentando Raz e os outros psiconautas resgatando Truman Zanotto, chegando à conclusão de Psychonauts.
Durante a campanha, Schafer confirmou que, além de dubladores, vários membros da equipe que trabalharam no jogo original voltariam para a sequência, incluindo Erik Wolpaw como escritor, Peter Chan e Scott Campbell como artistas e Peter McConnell como compositor. A 2 Player Productions, uma empresa de produção de vídeo que havia trabalhado anteriormente com a Double Fine para documentar o desenvolvimento de Broken Age, estaria, de forma semelhante, documentando a criação de Psychonauts 2. A Double Fine planejou utilizar o motor de jogo Unreal Engine 4 para desenvolver a sequência, permitindo-lhes economizar tempo e dinheiro que de outra forma seria gasto no desenvolvimento de um motor de jogo personalizado, como fizeram no passado.
A campanha atingiu sua meta de financiamento com cinco dias restantes até o fim de sua campanha de 38 dias. Após a conclusão, um total de 3.829.024 de dólares foi levantado de 24.109 apoiadores, com cerca de 1.874.000 de dólares (48%) vindo daqueles que optaram por investir no jogo em comparação com aqueles que escolheram as opções mais tradicionais baseadas em recompensa. Parte desse financiamento foi amarrado em processo com a Comissão de Valores Mobiliários para autorizar o uso da plataforma da Fig de investidores não credenciados; a Fig durante esse tempo cobriu os custos de desenvolvimento da Double Fine com seu próprio capital. A questão foi resolvida em setembro de 2016, garantindo que a Double Fine receberia o valor financiado ou investido.
Em fevereiro de 2016, Zak McClendon, que já havia trabalhado como diretor de design na 2K Marin e Harmonix, anunciou que havia sido contratado como designer-chefe de Psychonauts 2. Em fevereiro de 2017, foi anunciado que a Starbreeze Studios investiu 8 milhões de dólares para ajudar a publicar digitalmente o jogo em todas as plataformas. Eles recuperariam o investimento ganhando 85% do lucro nas vendas, depois que os investidores da Fig fossem contabilizados, até que fosse recuperado, e então levariam 60% além disso. O investimento afetou apenas a distribuição, pois a Double Fine detém todo o controle sobre a propriedade intelectual e o processo de desenvolvimento.
A Double Fine tinha planejado originalmente um lançamento do título para 2018, mas anunciou em dezembro de 2017 que com o jogo em desenvolvimento completo e seu roteiro planejado para o lançamento concluído, eles não esperavam lançar o jogo até pelo menos 2019. A Double Fine estreou o primeiro trailer completo do jogo no The Game Awards 2018 em dezembro de 2018. Psychonauts 2 estava em fase alfa neste momento.
Em junho de 2019, a Double Fine foi adquirida pela Microsoft como parte da Xbox Game Studios. A Microsoft comprou os direitos de publicação do jogo da Starbreeze por 13,2 milhões de dólares. Apesar da venda, a Double Fine afirmou que Psychonauts 2 ainda seria lançado em todas as plataformas anunciadas anteriormente (não sendo exclusivo para plataformas da Microsoft). A aquisição da Microsoft permitiu que a Double Fine pagasse aos investidores da Fig mais cedo com um retorno de 139% e aumentando o retorno subsequente baseado na receita sobre os investimentos de 70 para 85%. Schafer disse em uma entrevista de 2020 que antes da aquisição da Microsoft, eles estavam em um ponto em que eliminaram as lutas contra chefes devido à falta de fundos, mas foram capazes de adicioná-las novamente depois.
Em julho de 2019, a Double Fine anunciou que adiou o lançamento do jogo para até 2020, querendo ter certeza de que faria o jogo tão bom quanto os jogadores esperavam. A Double Fine anunciou em julho de 2020 que o jogo foi adiado ainda mais para 2021, o que permitiria que uma versão otimizada para Xbox Series X fosse lançada também. A data de lançamento do jogo foi anunciada oficialmente na E3 2021. A Double Fine anunciou no Twitter que o desenvolvimento do jogo havia sido finalizado em 6 de agosto de 2021. Em 23 de agosto de 2021, a Double Fine revelou que as versões para macOS e Linux do jogo haviam sido adiadas para uma data futura não anunciada.